# Burim Osmani
Burim Osmani (* 1964 in damaliger Sozialistische Autonome Provinz Kosovo, Sozialistische Republik Serbien, Sozialistische Föderative Republik Jugoslawien) ist ein kosovo-albanischer Investmentunternehmer und Wirtschaftskrimineller.

## Leben
Osmani studierte nach eigenen Angaben Ökonomie und kam Ende der 1970er Jahre mit seiner Familie, zu der auch seine Brüder Bashkim, Bekim und Qazim gehören, aus dem Kosovo nach Hamburg.
Erstes Geld gewann sein Bruder Qazim – nach eigenen Angaben – beim Glücksspiel. 1985 arbeitete Burim Osmani zunächst in Hamburg bei seinem Bruder Qazim als Kellner. Das später auf mehrere hundert Millionen Euro geschätzte Vermögen wurde nach eigenen Angaben in der Gastronomie und mit Immobilieninvestitionen erwirtschaftet. Burim Osmani kaufte mehrere Lokale in der Hamburger Innenstadt, Nachtclubs auf St. Pauli („Heiße Ecke“, „Bayerisch Zell“, „Pupasch“/Landungsbrücken, „Washington-Bar“), Wohnhäuser und Grundstücke. So auch das seit 1991 unbebaute Grundstück „Heiße Ecke“ an der Reeperbahn. Zudem ist er Gesellschafter von drei Immobilienfirmen, die mindestens 20 Immobilienobjekte im Wert von über 40 Millionen Euro in ihrem Portfolio haben. Im Januar 2004 wurde Osmani auch Betreiber eines Asylbewerberheimes, für das die Stadt Hamburg jeden Monat 39.000 € bezahlte. Der Betreibervertrag lief bis zum 28. Februar 2009.

## Bundesnachrichtendienstliche Beobachtung
Der Bundesnachrichtendienst beobachtet Burim Osmani und weitere Familienangehörige wegen des Verdachts der Organisierten Kriminalität, da das Beziehungs- und Wirtschaftsgeflecht um den Familienclan mafiöse Strukturen aufzuweisen scheint. Für die Region Hamburg wird eine Art „Statthalterfunktion“ der Familienoberhäupter angenommen. Vermutet wird ebenfalls, dass Hamburger Politiker sowie eine Lauenburger Bank den wirtschaftlichen Aufstieg von Burim Osmani und weiterer Familienmitglieder begünstigten.
In einem Bericht des Bundesnachrichtendienstes heißt es nach Informationen der Hamburger Morgenpost, die „Osmani-Brüder“ setzten Beträge in Millionenhöhe um, wobei sie sich in der operativen Arbeit betont im Hintergrund hielten und andere für sich arbeiten ließen.
Eine weitere Form des Immobilienerwerbs erfolge über „Finanzhilfen“ an Personen in finanziellen Schwierigkeiten; könne die Schuld nicht getilgt werden, übernehme eine dritte Person, die nicht in kriminelle Aktivitäten verwickelt sei, für Osmani das Objekt.

## Kriminelle Aktivitäten (Hehlerei und Anstiftung zur Untreue)
Burim Osmani wurde 1999 zu einer Geldstrafe von 90 Tagessätzen wegen Hehlerei verurteilt: er hatte gestohlene TÜV- und ASU-Plaketten gekauft. 2004 wurde er vom Landgericht Lübeck zu 14 Monaten Haft auf Bewährung wegen Steuerhinterziehung verurteilt.
Ab Mai 2006 saß Osmani wegen des Vorwurfs des schweren Betrugs in Nürnberg in Untersuchungshaft. Ihm wurde vorgeworfen, durch einen Scheinvertrag über den Kauf von Wohnungen einem Bauherrn ermöglicht zu haben, einen Kredit über 10 Millionen Euro zu erschleichen. Als Provision soll er 346.000 € erhalten haben. Der Prozess begann am 10. April 2007 vor dem Landgericht Würzburg und endete am 26. Februar 2008 mit einer Verurteilung zu drei Jahren Haft.
Im Januar 2007 wurde durch die Hamburger Staatsanwaltschaft eine weitere Anklage erhoben wegen Untreue und Konkursverschleppung.
Mit Hilfe seiner Rechtsanwälte und des Persönlichkeitsrechts gelang es Burim Osmani bis zu seiner Verhaftung, der deutschen Presse das Zitieren aus Berichten des Bundesnachrichtendienstes oder die Nennung seines Namens zu verbieten.
Am Dienstag, 4. März 2008, begann der Prozess vor dem Hamburger Landgericht gegen die Geschäftsleute Burim und Bashkim Osmani wegen Anstiftung und Beihilfe zur Untreue in besonders schwerem Fall.
Im Mai 2008 nahm das Mobile Einsatzkommando die 36 und 39 Jahre alten Osmani-Brüder in Hamburg fest. Burim und sein Bruder Bashkim Osmani wurden am 16. Oktober 2008 für erschlichene Millionenkredite in einem der größten Wirtschaftsstrafverfahren der Nachkriegszeit vor dem Landgericht Hamburg zu langen Haftstrafen verurteilt. Am gleichen Tag setzte das Landgericht Hamburg die Haftbefehle gegen eine hohe Kaution von rund einer Million Euro sowie strenge Meldeauflagen außer Vollzug. Nachdem die Revision im Würzburger Verfahren Anfang 2009 vom BGH verworfen worden war, wurde Burim Osmani zum Haftantritt geladen.
Das erste Urteil wurde jedoch wegen eines Verfahrensfehlers vom Bundesgerichtshof aufgehoben und an das Landgericht zurückverwiesen. Im Februar 2011 wurde Osmani zu fünf Jahren Haft verurteilt. Da er mehr als zwei Drittel der Strafe schon in Untersuchungs- und Vollstreckungshaft verbüßt hatte, setzte das Landgericht den Rest zur Bewährung aus.